# Scorpaena pele
Scorpaena pele är en fiskart som beskrevs av William N. Eschmeyer och Randall, 1975. Scorpaena pele ingår i släktet Scorpaena och familjen Scorpaenidae. Inga underarter finns listade i Catalogue of Life.